# Müllnerberg
Der Müllnerberg bildet den südwestlichen Teil des Bad Reichenhaller Talkessels. Er liegt zwischen dem Stadtteil Karlstein, dem Saalachtal mit dem Saalachsee, Schneizlreuth und dem Thumsee. Die Einheimischen nennen den ganzen Berg jedoch meist nur nach einem der drei Gipfel: dem Müllnerhorn (auch: Müllnerhörndl).

## Gipfel
Der höchste Gipfel ist das Rabensteinhorn mit 1363 Metern (⊙), gefolgt von dem Pflasterbachhorn (auch Pflasterbachhörndl) mit 1270 Metern (⊙) und dem Müllnerhorn mit 1253 Metern (⊙). Obwohl das Müllnerhorn selbst der niedrigste Gipfel des Berges ist, ist dieser den beiden anderen vorgelagert und mit seiner markanten Form sehr gut von Reichenhall und Karlstein aus zu sehen. Der östliche Ausläufer mit einer Höhe von 770 m heißt Bürgermeisterhöhe (⊙), nach dem Reichenhaller Bürgermeister Mathias Mack, der dort Wege und Aussichtspunkte anlegen ließ.

## Aufstieg
Mehrere markierte Wege führen zu den drei Gipfeln. Vom Norden vom Kugelbachweg über den Kugelbachbauern (⊙) und vorbei an dem nicht mehr bewirtschafteten Paul-Gruber-Haus (⊙) der Naturfreunde und der Kugelbachalm. Vom Nordwesten vom Antoniberg über das Paul-Gruber-Haus oder von Osten über die Bürgermeisterhöhe.
Obwohl die absolute Höhe im Vergleich zu den anderen Gipfeln rund um Bad Reichenhall eher gering ist, erfordert der Aufstieg Bergerfahrung und Ortskunde. Der Müllnerberg ist bekannt für viele Steinschläge und loses Gestein, die zum Teil sehr schmalen Wege verlangen Trittsicherheit und Schwindelfreiheit. Aufgrund der geringen Höhe, des nicht ungefährlichen Aufstieges und des Fehlens einer bewirteten Hütte ist der Müllnerberg kein stark frequentierter Berg. Er bietet aber den Bergsteigern Ruhe und auch im Hochsommer einen schattigen Weg.

## Klettern

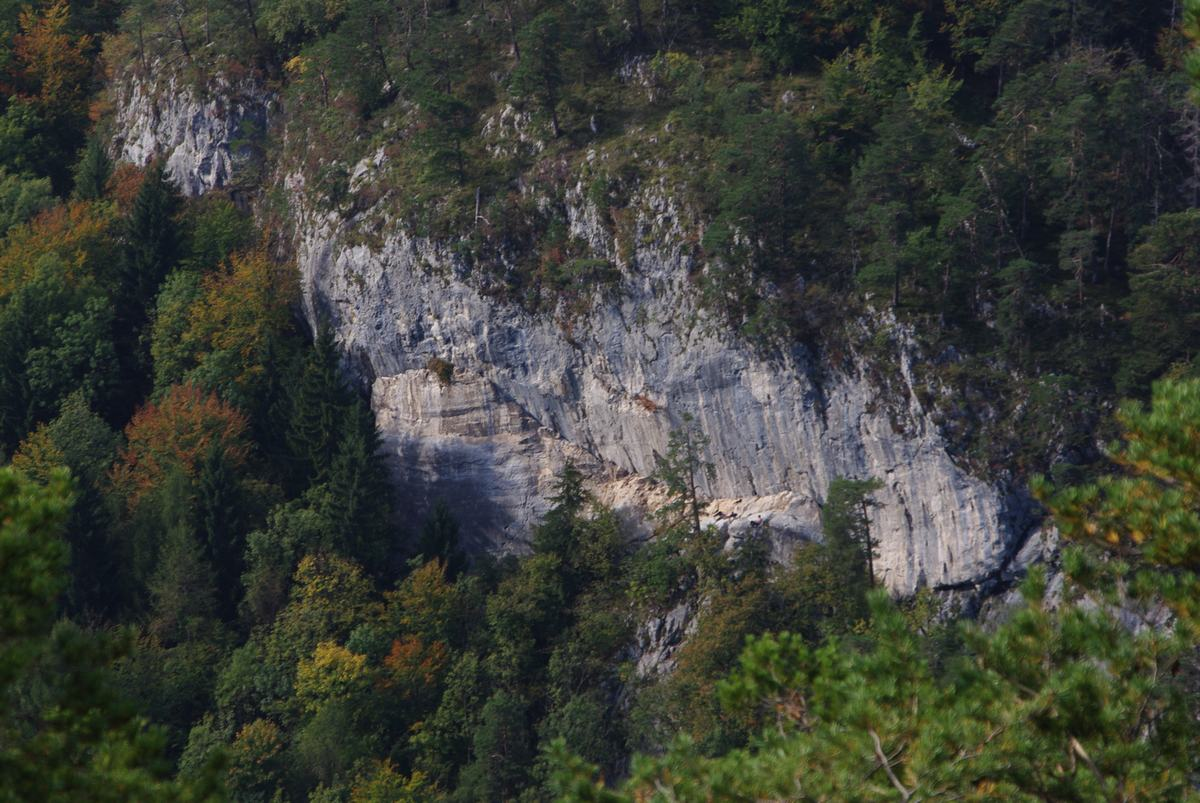
Kugelbachblock

Die Südwand des 682 m hohen Knogl (auch: Kugelbachblock) (⊙) östlich des Kugelbachbauern ist eine gern genutzte Kletterwand in Bad Reichenhall. Sie ist sehr gut erschlossen und auch für weniger geübte Kletterer geeignet. Doch auch erfahrene Sportler nutzen die Wand gerne, um sich für anspruchsvolle Touren in den Alpen vorzubereiten. Der Deutsche Alpenverein weist insgesamt acht Routen im Schwierigkeitsgrad nach UIAA von VI bis IX aus.

Der bekannte bayerische Bergsteiger Alexander Huber kletterte 1991 am Müllnerberg die Route Shogun mit einer Schwierigkeit von XI-, die Routen Adrenalin (XI-) und Headline (X+) folgten 2001. Alle drei wurden von seinem Bruder Thomas wiederholt.

## Höhlen und Schluchten
- Die Teufelshöhle (⊙) liegt ungefähr auf halbem Weg zwischen dem ehemaligen Gasthof Schroffen und der Bürgermeisterhöhe. Sie hat ihren Namen von einem Teufel, den ein unbekannter Künstler an eine Felswand gemalt hat. Er markiert den Eingang zur Höhle. Die Höhle selbst ist nicht groß aber abschüssig und deshalb ohne Sicherung und geeignete Ausrüstung nicht zu betreten. Gut 100 Meter nördlich vom Eingang der Höhle ist die Kirchbergkanzel, von der man einen Rundblick auf Kirchberg, Nonn und die Stadt Bad Reichenhall hat.
- Die Kreissenhöhle, selten auch Kreissenschlucht oder Kreissenklamm (⊙) befindet sich auf dem Weg vom Schroffen zum Kugelbachbauern, oberhalb des Saalachkraftwerkes. Früher führte der Weg durch die Höhle hindurch, nachdem diese aber in den 1990er Jahren teilweise eingestürzt ist, wurde der Weg mit Metalltreppen oberhalb der Höhle vorbeigeführt.
- Die Reischlklamm (⊙) ist wie Teufels- und Kreissenhöhle ebenfalls ausgeschildert und befindet sich neben der Straße zum Kugelbachbauern. Die Klamm selbst ist nur mit Vorsicht und entsprechender Ausrüstung zu betreten, es muss jederzeit mit Felsstürzen gerechnet werden. In südlicher Richtung gelangt man von der Klamm weiter in eine Felsspalte, wo sich auch der Wasserlauf findet, welcher die Grundlage für die Bezeichnung als „Klamm“ ist. In der Westwand der Klamm sind Kletterhaken angebracht, der Deutsche Alpenverein weist den Schwierigkeitsgrad mit 1× VI, 2× IX und 2× X aus.[6] Über die Klamm führte bis Anfang der 2020er Jahre eine eiserne Brücke.

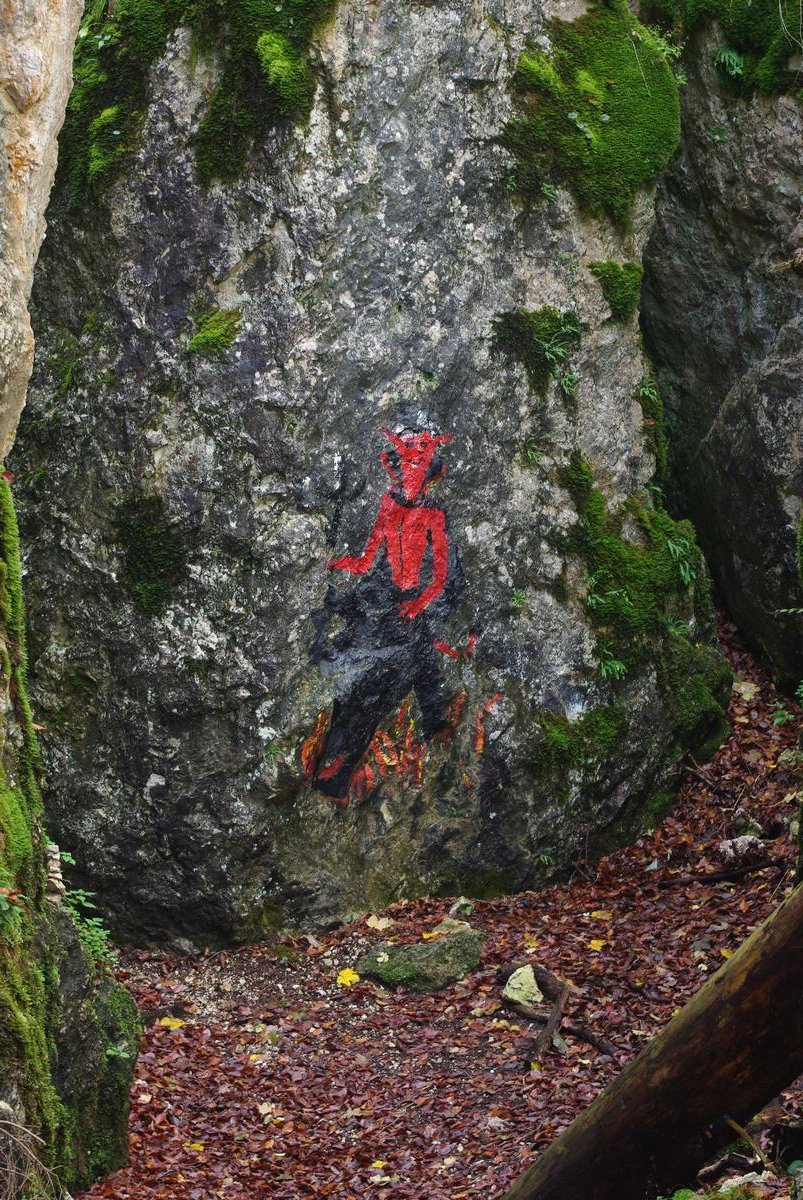
Eingang zur Teufelshöhle
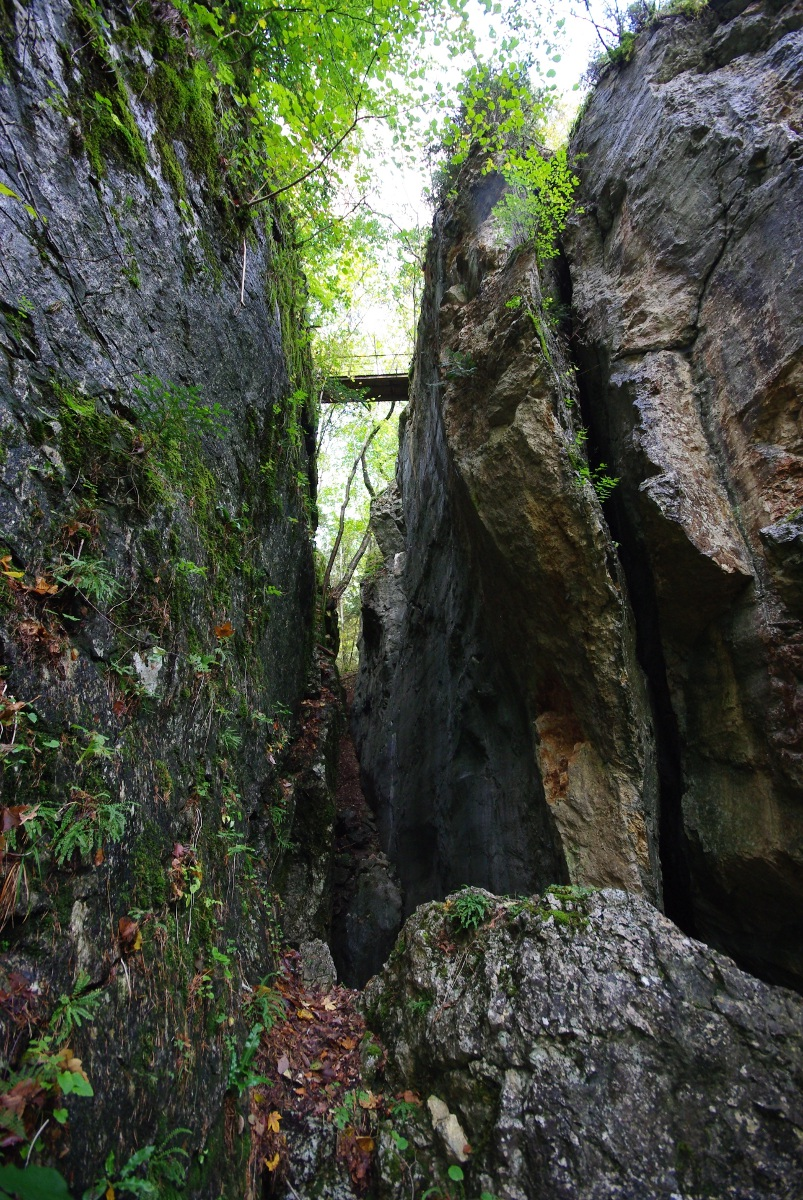
Reischlklamm

## Geographie und Geschichte
Am Fuße des östlichen Ausläufers entspringt die ehemalige Kirchberger Heilquelle (⊙), die vom frühen 18. Jahrhundert an die Grundlage für den Kurbetrieb in Kirchberg war.
Der Gfällgraben und das Amerangbachl entspringen am Müllnerberg und vereinigen sich in der Nähe des Brunnhaus Seebichl bzw. der Seebachkapelle mit dem Seebach.
Der Philanthrop Alfred Nathan ließ unweit der Straße zum Kugelbachbauern die Amalienruhe (⊙) errichten. Dieses nach Osten offene Gebäude erinnert an eine Kapelle und soll dem Andenken an seine Mutter dienen, die gerne die Aussicht auf die Stadt von dieser Anhöhe aus genossen hat.
Der Druckstollen, der vom Saalachsee aus das Saalachkraftwerk mit Wasser versorgt, unterquert den östlichen Ausläufer des Berges.
Im Gebiet des Müllnerbergs befinden sich außerdem die Ruinen mehrerer befestigter Anlagen. Fager (⊙), Amerang (⊙) und Kirchberg (⊙) wurden durch den Erzbischof von Salzburg errichtet und vermutlich alle um 1262 durch den Bayernherzog Heinrich XIII. zerstört. Die Maut zu Karlstein (⊙) wurde von den Peilsteinern errichtet und ist vermutlich nach deren Verschwinden 1218 aufgelassen worden. Von allen Anlagen sind nur noch vereinzelte Mauerreste vorhanden, diese befinden sich im Wald und sind nicht öffentlich zugänglich. Da es sich um unbefestigtes Gelände handelt, besteht an vielen Stellen Absturzgefahr. Die Anlagen sind Teil des Reichenhaller Burgenwegs.
Die Ziegenmolke von der Kugelbachalm fand im 19. und 20. Jahrhundert Verwendung in der Kur in Kirchberg und Bad Reichenhall und wurde täglich frisch geliefert. Weitere Almen waren die Müllnerbergalm und die Hörmannalm, die jedoch aufgelassen und/oder verfallen sind.

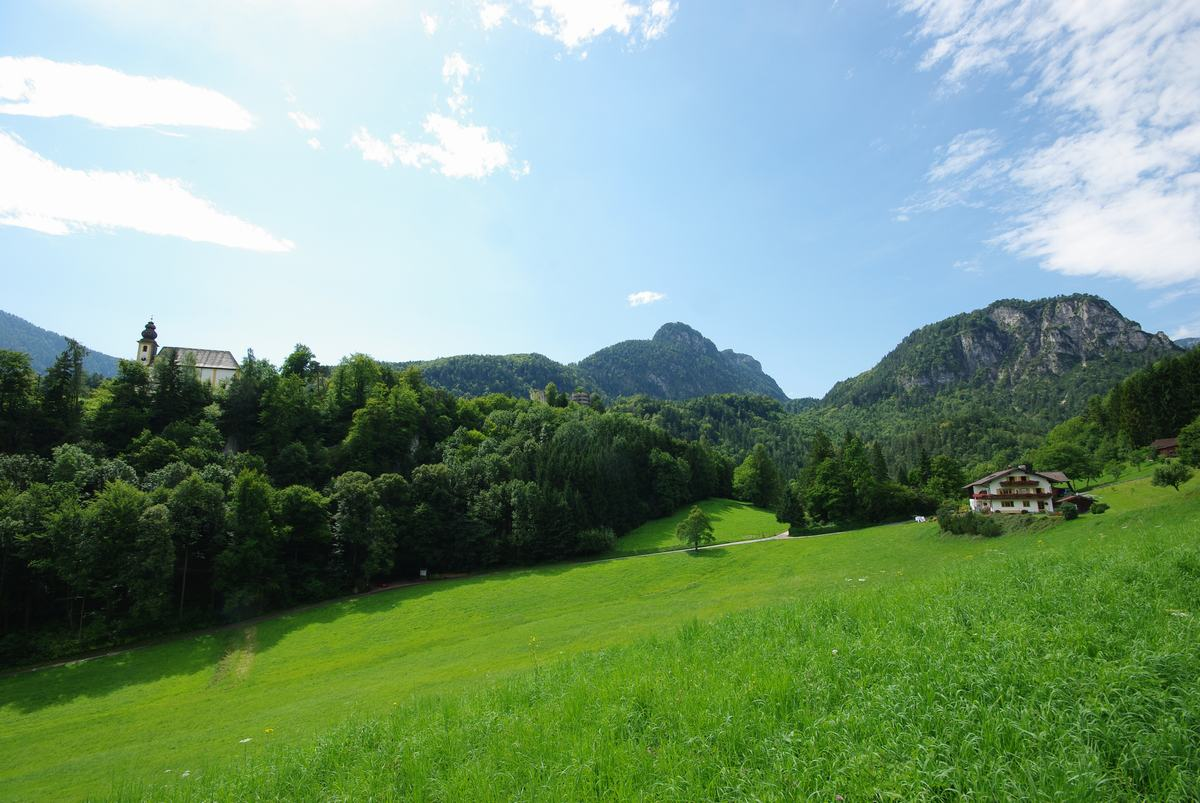
Blick vom Sieben-Palfen-Weg. Links die Kirche St. Pankraz, in der Mitte das Müllnerhorn, Rechts der Gebersberg
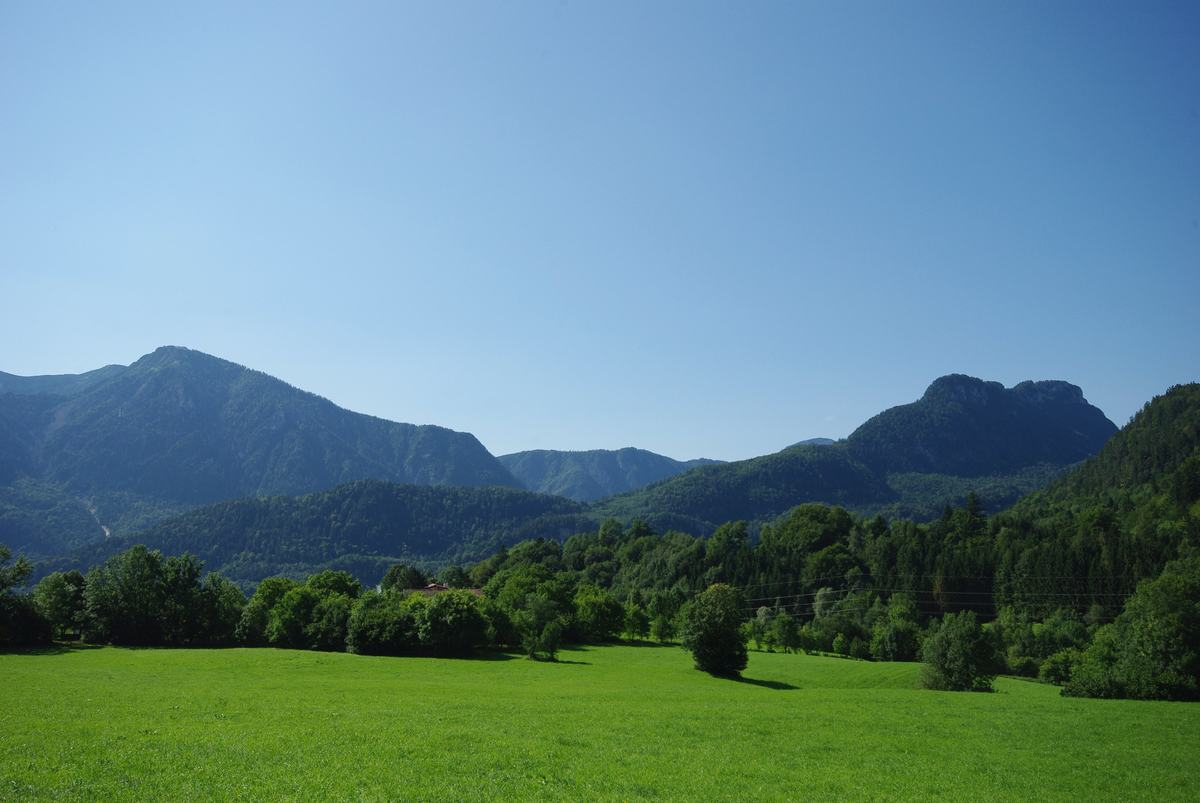
Blick von Nonn. Links das Lattengebirge, rechts das Müllnerhorn
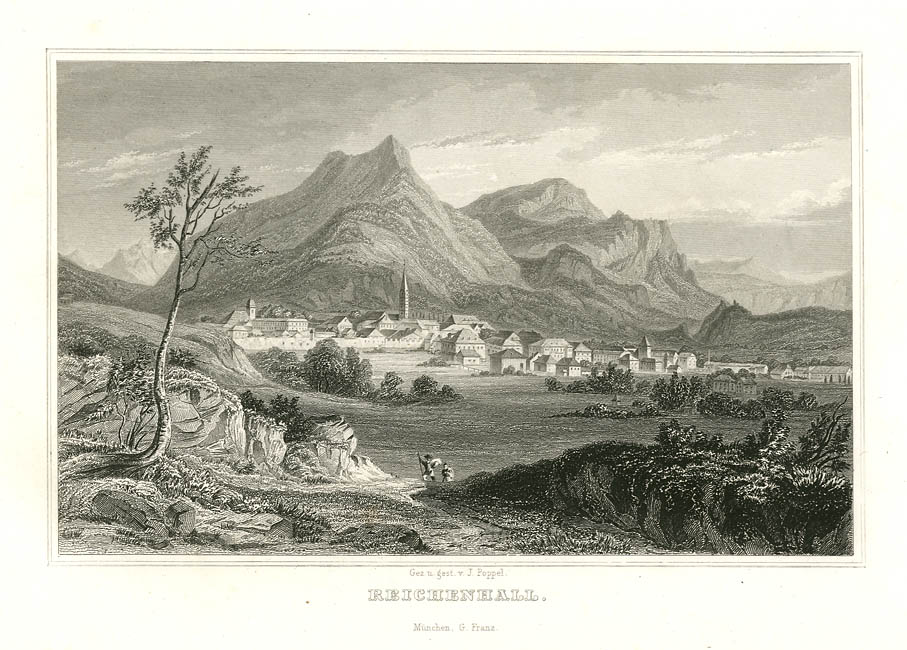
Stich von Reichenhall, um 1850
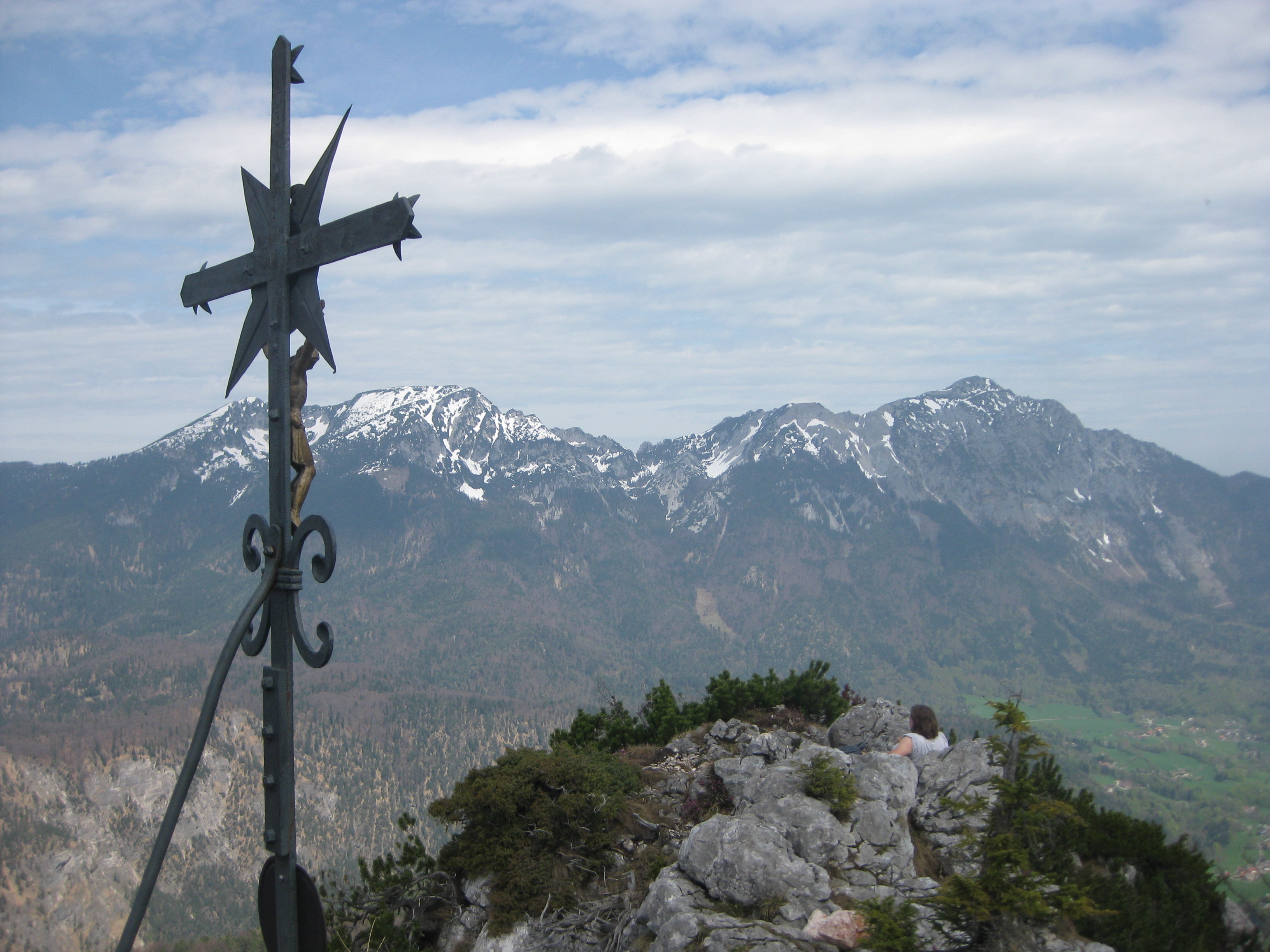
Gipfelkreuz auf dem Pflasterbachhörndl